# عدد تقاربي بتردد p
في الرياضيات، نظام أعداد تقاربية بتردد p (بالإنجليزية: p-adic number)‏ حيث p هو عدد أولي هو نظام يمدد الحسابيات الاعتيادية على الأعداد الجذرية بشكل يختلف عن النظام الذي مدد الأعداد الجذرية إلى الأعداد الحقيقية والأعداد العقدية. يتحقق هذا الامتداد بتفسير بديل لفهوم القرب أو بالتحديد مفهوم القيمة المطلقة. بشكل خاص، يقال عن عددين أنهما متقاربين بتردد p إذا كان الفرق بينهما قابلا للقسمة على أس عال للعدد p، وكلما كبر هذا الأس كلما ازداد القرب.
انظر إلى كورت هانسل وإلى إرنشت كومر.

## الاسم
ترجمة الاسم اجتهاد واقتراح شخصي مني. سبب هذه التسمية هو ما يلي. في اللغة اللاتينية، كلمة Ad تعني الاقتراب من شيء ما فالوصول إليه. كلمة Ad باللاتينية هي التي أعطت كلمة à باللغة الفرنسية، والتي قد تعني الاتجاه والاقتراب.